# Lista över fornlämningar i Strängnäs kommun (Toresund)
Lista över fornlämningar i Strängnäs kommun (Toresund) är en förteckning av ett urval av de fornlämningar som finns i Toresund i Strängnäs kommun.
| Namn                         | Lämningstyp                      | Tillkomsttid | Historisk indelning    | Plats  | Läge                 | ID-nr          | Bild                                      |
| ---------------------------- | -------------------------------- | ------------ | ---------------------- | ------ | -------------------- | -------------- | ----------------------------------------- |
| Toresund 1:1                 | Stensättning                     |              | Toresund, Södermanland |        | 59.355961, 17.120361 | 10037400010001 | Ladda upp en bild av detta fornminne      |
| Toresund 1:2                 | Stensättning                     |              | Toresund, Södermanland |        | 59.355862, 17.120721 | 10037400010002 | Ladda upp en bild av detta fornminne      |
| Toresund 1:3                 | Stensättning                     |              | Toresund, Södermanland |        | 59.355765, 17.120379 | 10037400010003 | Ladda upp en bild av detta fornminne      |
| Toresund 2:1                 | Stensättning                     |              | Toresund, Södermanland |        | 59.355929, 17.119287 | 10037400020001 | Ladda upp en bild av detta fornminne      |
| Toresund 3:1                 | Röse                             |              | Toresund, Södermanland |        | 59.354973, 17.118739 | 10037400030001 | Ladda upp en bild av detta fornminne      |
| Toresund 5:1                 | Röse                             |              | Toresund, Södermanland |        | 59.352497, 17.095135 | 10037400050001 | Ladda upp en bild av detta fornminne      |
| Toresund 6:1                 | Stensättning                     |              | Toresund, Södermanland |        | 59.349023, 17.217733 | 10037400060001 | Ladda upp en bild av detta fornminne      |
| Toresund 7:1                 | Gravfält                         |              | Toresund, Södermanland |        | 59.346033, 17.224641 | 10037400070001 | Ladda upp en bild av detta fornminne      |
| Toresund 11:1                | Röse                             |              | Toresund, Södermanland |        | 59.349317, 17.234535 | 10037400110001 | Ladda upp en bild av detta fornminne      |
| Toresund 12:1                | Stensättning                     |              | Toresund, Södermanland |        | 59.343239, 17.214742 | 10037400120001 | Ladda upp en bild av detta fornminne      |
| Toresund 15:1                | Stensättning                     |              | Toresund, Södermanland |        | 59.338055, 17.213424 | 10037400150001 | Ladda upp en bild av detta fornminne      |
| Toresund 18:1                | Gravfält                         |              | Toresund, Södermanland |        | 59.332798, 17.214540 | 10037400180001 | Ladda upp en bild av detta fornminne      |
| Toresund 19:1                | Gravfält                         |              | Toresund, Södermanland |        | 59.332996, 17.221150 | 10037400190001 | Ladda upp en bild av detta fornminne      |
| Toresund 20:1                | Stensättning                     |              | Toresund, Södermanland |        | 59.331285, 17.217792 | 10037400200001 | Ladda upp en bild av detta fornminne      |
| Toresund 21:1                | Gravfält                         |              | Toresund, Södermanland |        | 59.331017, 17.221016 | 10037400210001 | Ladda upp en bild av detta fornminne      |
| Toresund 22:1                | Gravfält                         |              | Toresund, Södermanland |        | 59.330205, 17.220423 | 10037400220001 | Ladda upp en bild av detta fornminne      |
| Toresund 23:1                | Gravfält                         |              | Toresund, Södermanland |        | 59.329770, 17.210928 | 10037400230001 | Ladda upp en till bild av detta fornminne |
| Toresund 24:1                | Hög                              |              | Toresund, Södermanland |        | 59.327441, 17.212407 | 10037400240001 | Ladda upp en bild av detta fornminne      |
| Toresund 25:1                | Gravfält                         |              | Toresund, Södermanland |        | 59.327960, 17.219090 | 10037400250001 | Ladda upp en bild av detta fornminne      |
| Toresund 26:1                | Stensättning                     |              | Toresund, Södermanland |        | 59.326326, 17.218768 | 10037400260001 | Ladda upp en bild av detta fornminne      |
| Toresund 28:1                | Stensättning                     |              | Toresund, Södermanland |        | 59.330038, 17.240313 | 10037400280001 | Ladda upp en bild av detta fornminne      |
| Toresund 29:1                | Stensättning                     |              | Toresund, Södermanland |        | 59.329886, 17.241761 | 10037400290001 | Ladda upp en bild av detta fornminne      |
| Toresund 29:2                | Stensättning                     |              | Toresund, Södermanland |        | 59.329877, 17.241947 | 10037400290002 | Ladda upp en bild av detta fornminne      |
| Toresund 29:3                | Stensättning                     |              | Toresund, Södermanland |        | 59.329788, 17.241866 | 10037400290003 | Ladda upp en bild av detta fornminne      |
| Toresund 30:1                | Stensättning                     |              | Toresund, Södermanland |        | 59.333386, 17.245358 | 10037400300001 | Ladda upp en bild av detta fornminne      |
| Toresund 32:1                | Gravfält                         |              | Toresund, Södermanland |        | 59.337464, 17.235915 | 10037400320001 | Ladda upp en bild av detta fornminne      |
| Toresund 33:1                | Gravfält                         |              | Toresund, Södermanland |        | 59.336531, 17.238759 | 10037400330001 | Ladda upp en bild av detta fornminne      |
| Toresund 34:1                | Hög                              |              | Toresund, Södermanland |        | 59.337307, 17.240247 | 10037400340001 | Ladda upp en bild av detta fornminne      |
| Toresund 38:1                | Gravfält                         |              | Toresund, Södermanland |        | 59.334587, 17.247595 | 10037400380001 | Ladda upp en bild av detta fornminne      |
| Toresund 39:1                | Gravfält                         |              | Toresund, Södermanland |        | 59.333723, 17.252238 | 10037400390001 | Ladda upp en bild av detta fornminne      |
| Toresund 40:1                | Stensättning                     |              | Toresund, Södermanland |        | 59.338405, 17.245285 | 10037400400001 | Ladda upp en bild av detta fornminne      |
| Toresund 40:2                | Stensättning                     |              | Toresund, Södermanland |        | 59.338411, 17.244432 | 10037400400002 | Ladda upp en bild av detta fornminne      |
| Toresund 42:1                | Stensättning                     |              | Toresund, Södermanland |        | 59.338868, 17.250197 | 10037400420001 | Ladda upp en bild av detta fornminne      |
| Toresund 42:3                | Stensättning                     |              | Toresund, Södermanland |        | 59.339193, 17.250910 | 10037400420003 | Ladda upp en bild av detta fornminne      |
| Toresund 43:2                | Stensättning                     |              | Toresund, Södermanland |        | 59.340144, 17.250092 | 10037400430002 | Ladda upp en bild av detta fornminne      |
| Toresund 44:1                | Stensättning                     |              | Toresund, Södermanland |        | 59.336841, 17.250451 | 10037400440001 | Ladda upp en bild av detta fornminne      |
| Toresund 45:1                | Gravfält                         |              | Toresund, Södermanland |        | 59.342081, 17.243518 | 10037400450001 | Ladda upp en bild av detta fornminne      |
| Toresund 46:1                | Gravfält                         |              | Toresund, Södermanland |        | 59.340295, 17.258382 | 10037400460001 | Ladda upp en bild av detta fornminne      |
| Toresund 48:1                | Stensättning                     |              | Toresund, Södermanland |        | 59.357386, 17.246660 | 10037400480001 | Ladda upp en bild av detta fornminne      |
| Toresund 50:1                | Stensättning                     |              | Toresund, Södermanland |        | 59.332906, 17.268179 | 10037400500001 | Ladda upp en bild av detta fornminne      |
| Toresund 50:2                | Stensättning                     |              | Toresund, Södermanland |        | 59.332927, 17.268406 | 10037400500002 | Ladda upp en bild av detta fornminne      |
| Toresund 51:1                | Hög                              |              | Toresund, Södermanland |        | 59.339182, 17.263834 | 10037400510001 | Ladda upp en bild av detta fornminne      |
| Toresund 51:2                | Stensättning                     |              | Toresund, Södermanland |        | 59.339333, 17.263650 | 10037400510002 | Ladda upp en bild av detta fornminne      |
| Toresund 52:1                | Stensättning                     |              | Toresund, Södermanland |        | 59.339068, 17.266727 | 10037400520001 | Ladda upp en bild av detta fornminne      |
| Toresund 53:1                | Stensättning                     |              | Toresund, Södermanland |        | 59.337165, 17.255335 | 10037400530001 | Ladda upp en bild av detta fornminne      |
| Toresund 53:2                | Stensättning                     |              | Toresund, Södermanland |        | 59.337022, 17.255073 | 10037400530002 | Ladda upp en bild av detta fornminne      |
| Toresund 54:1                | Stensättning                     |              | Toresund, Södermanland |        | 59.335426, 17.257298 | 10037400540001 | Ladda upp en bild av detta fornminne      |
| Toresund 56:1                | Fornborg                         |              | Toresund, Södermanland |        | 59.330076, 17.271336 | 10037400560001 | Ladda upp en bild av detta fornminne      |
| Toresund 56:2                | Röse                             |              | Toresund, Södermanland |        | 59.329851, 17.270714 | 10037400560002 | Ladda upp en bild av detta fornminne      |
| Toresund 58:1                | Gravfält                         |              | Toresund, Södermanland |        | 59.323330, 17.292748 | 10037400580001 | Ladda upp en bild av detta fornminne      |
| Toresund 59:1                | Stensättning                     |              | Toresund, Södermanland |        | 59.336761, 17.256070 | 10037400590001 | Ladda upp en bild av detta fornminne      |
| Toresund 59:2                | Stensättning                     |              | Toresund, Södermanland |        | 59.336664, 17.255635 | 10037400590002 | Ladda upp en bild av detta fornminne      |
| Toresund 60:1                | Stensättning                     |              | Toresund, Södermanland |        | 59.336321, 17.255021 | 10037400600001 | Ladda upp en bild av detta fornminne      |
| Toresund 60:2                | Stensättning                     |              | Toresund, Södermanland |        | 59.336480, 17.254879 | 10037400600002 | Ladda upp en bild av detta fornminne      |
| Toresund 60:3                | Stensättning                     |              | Toresund, Södermanland |        | 59.336750, 17.254364 | 10037400600003 | Ladda upp en bild av detta fornminne      |
| Toresund 61:1                | Fornborg                         |              | Toresund, Södermanland |        | 59.323594, 17.307937 | 10037400610001 | Ladda upp en bild av detta fornminne      |
| Toresund 64:1                | Stensättning                     |              | Toresund, Södermanland |        | 59.327894, 17.323591 | 10037400640001 | Ladda upp en bild av detta fornminne      |
| Toresund 68:1                | Stensättning                     |              | Toresund, Södermanland |        | 59.321751, 17.279870 | 10037400680001 | Ladda upp en bild av detta fornminne      |
| Toresund 68:2                | Stensättning                     |              | Toresund, Södermanland |        | 59.321889, 17.279872 | 10037400680002 | Ladda upp en bild av detta fornminne      |
| Toresund 76:1                | Fornborg                         |              | Toresund, Södermanland |        | 59.312241, 17.326465 | 10037400760001 | Ladda upp en bild av detta fornminne      |
| Toresund 78:1                | Gravfält                         |              | Toresund, Södermanland |        | 59.310772, 17.245583 | 10037400780001 | Ladda upp en bild av detta fornminne      |
| Toresund 80:1                | Gravfält                         |              | Toresund, Södermanland |        | 59.311791, 17.251286 | 10037400800001 | Ladda upp en bild av detta fornminne      |
| Toresund 81:1                | Stensättning                     |              | Toresund, Södermanland |        | 59.315156, 17.250155 | 10037400810001 | Ladda upp en bild av detta fornminne      |
| Toresund 82:1                | Gravfält                         |              | Toresund, Södermanland |        | 59.315860, 17.250311 | 10037400820001 | Ladda upp en bild av detta fornminne      |
| Toresund 84:1                | Stensättning                     |              | Toresund, Södermanland |        | 59.328229, 17.249760 | 10037400840001 | Ladda upp en bild av detta fornminne      |
| Toresund 84:2                | Stensättning                     |              | Toresund, Södermanland |        | 59.328108, 17.250008 | 10037400840002 | Ladda upp en bild av detta fornminne      |
| Toresund 85:1                | Stensättning                     |              | Toresund, Södermanland |        | 59.327794, 17.252869 | 10037400850001 | Ladda upp en bild av detta fornminne      |
| Toresund 89:1                | Gravfält                         |              | Toresund, Södermanland |        | 59.327844, 17.245709 | 10037400890001 | Ladda upp en bild av detta fornminne      |
| Toresund 91:1                | Gravfält                         |              | Toresund, Södermanland |        | 59.329413, 17.220299 | 10037400910001 | Ladda upp en bild av detta fornminne      |
| Toresund 92:1                | Stensättning                     |              | Toresund, Södermanland |        | 59.311273, 17.245905 | 10037400920001 | Ladda upp en bild av detta fornminne      |
| Toresund 93:1                | Gravfält                         |              | Toresund, Södermanland |        | 59.328721, 17.220863 | 10037400930001 | Ladda upp en bild av detta fornminne      |
| Toresund 94:1                | Hög                              |              | Toresund, Södermanland |        | 59.328406, 17.221687 | 10037400940001 | Ladda upp en bild av detta fornminne      |
| Toresund 94:2                | Hög                              |              | Toresund, Södermanland |        | 59.328278, 17.221667 | 10037400940002 | Ladda upp en bild av detta fornminne      |
| Toresund 97:1                | Stensättning                     |              | Toresund, Södermanland |        | 59.355307, 17.121264 | 10037400970001 | Ladda upp en bild av detta fornminne      |
| Toresund 100:1               | Gravfält                         |              | Toresund, Södermanland |        | 59.359575, 17.096918 | 10037401000001 | Ladda upp en bild av detta fornminne      |
| Jätteberget (Toresund 101:1) | Fornborg                         |              | Toresund, Södermanland |        | 59.361973, 17.106170 | 10037401010001 | Ladda upp en bild av detta fornminne      |
| Toresund 102:1               | Stensättning                     |              | Toresund, Södermanland |        | 59.369382, 17.101396 | 10037401020001 | Ladda upp en bild av detta fornminne      |
| Toresund 104:1               | Röse                             |              | Toresund, Södermanland |        | 59.359326, 17.125228 | 10037401040001 | Ladda upp en bild av detta fornminne      |
| Toresund 104:2               | Röse                             |              | Toresund, Södermanland |        | 59.359338, 17.125440 | 10037401040002 | Ladda upp en bild av detta fornminne      |
| Toresund 107:1               | Hög                              |              | Toresund, Södermanland |        | 59.359755, 17.124352 | 10037401070001 | Ladda upp en bild av detta fornminne      |
| Toresund 107:2               | Röse                             |              | Toresund, Södermanland |        | 59.359856, 17.124174 | 10037401070002 | Ladda upp en bild av detta fornminne      |
| Toresund 107:3               | Stensättning                     |              | Toresund, Södermanland |        | 59.359947, 17.124061 | 10037401070003 | Ladda upp en bild av detta fornminne      |
| Toresund 108:1               | Stensättning                     |              | Toresund, Södermanland |        | 59.360763, 17.132590 | 10037401080001 | Ladda upp en bild av detta fornminne      |
| Toresund 108:2               | Stensättning                     |              | Toresund, Södermanland |        | 59.360877, 17.132588 | 10037401080002 | Ladda upp en bild av detta fornminne      |
| Toresund 109:1               | Röse                             |              | Toresund, Södermanland |        | 59.362461, 17.138478 | 10037401090001 | Ladda upp en bild av detta fornminne      |
| Toresund 110:1               | Stensättning                     |              | Toresund, Södermanland |        | 59.357780, 17.165380 | 10037401100001 | Ladda upp en bild av detta fornminne      |
| Toresund 110:2               | Stensättning                     |              | Toresund, Södermanland |        | 59.357659, 17.165397 | 10037401100002 | Ladda upp en bild av detta fornminne      |
| Toresund 111:1               | Stensättning                     |              | Toresund, Södermanland |        | 59.355760, 17.163391 | 10037401110001 | Ladda upp en bild av detta fornminne      |
| Toresund 111:2               | Stensättning                     |              | Toresund, Södermanland |        | 59.355711, 17.163720 | 10037401110002 | Ladda upp en bild av detta fornminne      |
| Toresund 112:1               | Stensättning                     |              | Toresund, Södermanland |        | 59.363869, 17.137966 | 10037401120001 | Ladda upp en bild av detta fornminne      |
| Toresund 113:1               | Gravfält                         |              | Toresund, Södermanland |        | 59.362136, 17.133584 | 10037401130001 | Ladda upp en bild av detta fornminne      |
| Toresund 114:1               | Röse                             |              | Toresund, Södermanland |        | 59.363987, 17.173921 | 10037401140001 | Ladda upp en bild av detta fornminne      |
| Toresund 115:1               | Röse                             |              | Toresund, Södermanland |        | 59.365525, 17.179314 | 10037401150001 | Ladda upp en bild av detta fornminne      |
| Toresund 116:1               | Stensättning                     |              | Toresund, Södermanland |        | 59.367443, 17.181198 | 10037401160001 | Ladda upp en bild av detta fornminne      |
| Toresund 117:1               | Hällristning                     |              | Toresund, Södermanland |        | 59.358771, 17.179377 | 10037401170001 | Ladda upp en bild av detta fornminne      |
| Toresund 118:1               | Stensättning                     |              | Toresund, Södermanland |        | 59.365124, 17.188087 | 10037401180001 | Ladda upp en bild av detta fornminne      |
| Toresund 118:2               | Stensättning                     |              | Toresund, Södermanland |        | 59.365212, 17.188470 | 10037401180002 | Ladda upp en bild av detta fornminne      |
| Toresund 118:3               | Stensättning                     |              | Toresund, Södermanland |        | 59.364939, 17.187963 | 10037401180003 | Ladda upp en bild av detta fornminne      |
| Toresund 119:1               | Stensättning                     |              | Toresund, Södermanland |        | 59.366261, 17.187403 | 10037401190001 | Ladda upp en bild av detta fornminne      |
| Toresund 120:1               | Gravfält                         |              | Toresund, Södermanland |        | 59.364156, 17.192973 | 10037401200001 | Ladda upp en till bild av detta fornminne |
| Toresund 121:1               | Gravfält                         |              | Toresund, Södermanland |        | 59.363203, 17.194755 | 10037401210001 | Ladda upp en bild av detta fornminne      |
| Toresund 122:1               | Gravfält                         |              | Toresund, Södermanland |        | 59.362777, 17.195894 | 10037401220001 | Ladda upp en bild av detta fornminne      |
| Toresund 123:1               | Gravfält                         |              | Toresund, Södermanland |        | 59.361771, 17.198760 | 10037401230001 | Ladda upp en bild av detta fornminne      |
| Toresund 124:1               | Gravfält                         |              | Toresund, Södermanland |        | 59.353836, 17.195949 | 10037401240001 | Ladda upp en bild av detta fornminne      |
| Toresund 125:1               | Gravfält                         |              | Toresund, Södermanland |        | 59.352924, 17.193970 | 10037401250001 | Ladda upp en bild av detta fornminne      |
| Toresund 126:1               | Gravfält                         |              | Toresund, Södermanland |        | 59.353715, 17.186611 | 10037401260001 | Ladda upp en bild av detta fornminne      |
| Toresund 127:1               | Gravfält                         |              | Toresund, Södermanland |        | 59.352183, 17.186718 | 10037401270001 | Ladda upp en bild av detta fornminne      |
| Sö 189 (Toresund 127:2)      | Runristning                      |              | Toresund, Södermanland | Åkeby  | 59.352553, 17.186168 | 10037401270002 | Ladda upp en till bild av detta fornminne |
| Toresund 128:1               | Stensättning                     |              | Toresund, Södermanland |        | 59.350041, 17.175388 | 10037401280001 | Ladda upp en bild av detta fornminne      |
| Toresund 129:1               | Gravfält                         |              | Toresund, Södermanland |        | 59.350686, 17.175589 | 10037401290001 | Ladda upp en bild av detta fornminne      |
| Toresund 130:1               | Gravfält                         |              | Toresund, Södermanland |        | 59.347820, 17.201569 | 10037401300001 | Ladda upp en bild av detta fornminne      |
| Toresund 131:1               | Gravfält                         |              | Toresund, Södermanland |        | 59.348303, 17.203265 | 10037401310001 | Ladda upp en bild av detta fornminne      |
| Toresund 132:1               | Gravfält                         |              | Toresund, Södermanland |        | 59.341746, 17.210381 | 10037401320001 | Ladda upp en bild av detta fornminne      |
| Toresund 133:1               | Gravfält                         |              | Toresund, Södermanland |        | 59.339647, 17.208752 | 10037401330001 | Ladda upp en bild av detta fornminne      |
| Toresund 134:1               | Röse                             |              | Toresund, Södermanland |        | 59.325813, 17.205270 | 10037401340001 | Ladda upp en bild av detta fornminne      |
| Toresund 135:1               | Stensättning                     |              | Toresund, Södermanland |        | 59.323502, 17.209699 | 10037401350001 | Ladda upp en bild av detta fornminne      |
| Toresund 136:1               | Fornborg                         |              | Toresund, Södermanland |        | 59.346062, 17.193980 | 10037401360001 | Ladda upp en bild av detta fornminne      |
| Toresund 137:1               | Stensättning                     |              | Toresund, Södermanland |        | 59.348002, 17.179664 | 10037401370001 | Ladda upp en bild av detta fornminne      |
| Toresund 138:1               | Hög                              |              | Toresund, Södermanland |        | 59.346064, 17.181897 | 10037401380001 | Ladda upp en bild av detta fornminne      |
| Toresund 138:2               | Hög                              |              | Toresund, Södermanland |        | 59.346242, 17.182658 | 10037401380002 | Ladda upp en bild av detta fornminne      |
| Toresund 139:1               | Hällristning                     |              | Toresund, Södermanland |        | 59.346149, 17.183717 | 10037401390001 | Ladda upp en bild av detta fornminne      |
| Toresund 141:1               | Stensättning                     |              | Toresund, Södermanland |        | 59.344612, 17.175209 | 10037401410001 | Ladda upp en bild av detta fornminne      |
| Toresund 142:1               | Gravfält                         |              | Toresund, Södermanland |        | 59.344820, 17.176101 | 10037401420001 | Ladda upp en bild av detta fornminne      |
| Toresund 143:1               | Stensättning                     |              | Toresund, Södermanland |        | 59.343596, 17.176261 | 10037401430001 | Ladda upp en bild av detta fornminne      |
| Toresund 144:1               | Stensättning                     |              | Toresund, Södermanland |        | 59.340653, 17.174666 | 10037401440001 | Ladda upp en bild av detta fornminne      |
| Toresund 145:1               | Stensättning                     |              | Toresund, Södermanland |        | 59.363726, 17.175180 | 10037401450001 | Ladda upp en bild av detta fornminne      |
| Toresund 146:1               | Stensättning                     |              | Toresund, Södermanland |        | 59.351463, 17.187265 | 10037401460001 | Ladda upp en bild av detta fornminne      |
| Toresund 146:2               | Stensättning                     |              | Toresund, Södermanland |        | 59.351537, 17.187377 | 10037401460002 | Ladda upp en bild av detta fornminne      |
| Toresund 146:3               | Stensättning                     |              | Toresund, Södermanland |        | 59.351578, 17.187133 | 10037401460003 | Ladda upp en bild av detta fornminne      |
| Toresund 148:1               | Stensättning                     |              | Toresund, Södermanland |        | 59.330371, 17.210493 | 10037401480001 | Ladda upp en bild av detta fornminne      |
| Toresund 148:2               | Hög                              |              | Toresund, Södermanland |        | 59.330071, 17.210463 | 10037401480002 | Ladda upp en bild av detta fornminne      |
| Toresund 149:1               | Hög                              |              | Toresund, Södermanland |        | 59.329848, 17.210077 | 10037401490001 | Ladda upp en bild av detta fornminne      |
| Toresund 150:1               | Gravhägnad                       |              | Toresund, Södermanland |        | 59.340820, 17.172652 | 10037401500001 | Ladda upp en bild av detta fornminne      |
| Toresund 151:1               | Gravfält                         |              | Toresund, Södermanland |        | 59.339553, 17.174230 | 10037401510001 | Ladda upp en bild av detta fornminne      |
| Toresund 152:1               | Stensättning                     |              | Toresund, Södermanland |        | 59.338456, 17.174936 | 10037401520001 | Ladda upp en bild av detta fornminne      |
| Toresund 152:2               | Stensättning                     |              | Toresund, Södermanland |        | 59.338422, 17.175135 | 10037401520002 | Ladda upp en bild av detta fornminne      |
| Toresund 153:1               | Gravfält                         |              | Toresund, Södermanland |        | 59.338728, 17.188419 | 10037401530001 | Ladda upp en bild av detta fornminne      |
| Toresund 153:2               | Gravfält                         |              | Toresund, Södermanland |        | 59.339586, 17.188398 | 10037401530002 | Ladda upp en bild av detta fornminne      |
| Toresund 155:1               | Stensättning                     |              | Toresund, Södermanland |        | 59.336309, 17.176661 | 10037401550001 | Ladda upp en bild av detta fornminne      |
| Toresund 156:1               | Stensättning                     |              | Toresund, Södermanland |        | 59.336242, 17.178535 | 10037401560001 | Ladda upp en bild av detta fornminne      |
| Toresund 156:2               | Stensättning                     |              | Toresund, Södermanland |        | 59.336377, 17.178481 | 10037401560002 | Ladda upp en bild av detta fornminne      |
| Toresund 157:1               | Gravfält                         |              | Toresund, Södermanland |        | 59.335514, 17.188024 | 10037401570001 | Ladda upp en bild av detta fornminne      |
| Toresund 158:1               | Hög                              |              | Toresund, Södermanland |        | 59.334318, 17.186918 | 10037401580001 | Ladda upp en bild av detta fornminne      |
| Toresund 158:2               | Stensättning                     |              | Toresund, Södermanland |        | 59.334470, 17.186924 | 10037401580002 | Ladda upp en bild av detta fornminne      |
| Toresund 158:3               | Stensättning                     |              | Toresund, Södermanland |        | 59.334524, 17.186765 | 10037401580003 | Ladda upp en bild av detta fornminne      |
| Toresund 159:1               | Gravfält                         |              | Toresund, Södermanland |        | 59.334050, 17.193740 | 10037401590001 | Ladda upp en bild av detta fornminne      |
| Toresund 160:1               | Röse                             |              | Toresund, Södermanland |        | 59.343541, 17.162075 | 10037401600001 | Ladda upp en bild av detta fornminne      |
| Toresund 162:1               | Stensättning                     |              | Toresund, Södermanland |        | 59.345026, 17.161900 | 10037401620001 | Ladda upp en bild av detta fornminne      |
| Toresund 163:1               | Gravfält                         |              | Toresund, Södermanland |        | 59.345111, 17.163393 | 10037401630001 | Ladda upp en bild av detta fornminne      |
| Toresund 164:1               | Stensättning                     |              | Toresund, Södermanland |        | 59.344640, 17.163688 | 10037401640001 | Ladda upp en bild av detta fornminne      |
| Toresund 166:1               | Stensättning                     |              | Toresund, Södermanland |        | 59.354167, 17.157450 | 10037401660001 | Ladda upp en bild av detta fornminne      |
| Toresund 167:1               | Röse                             |              | Toresund, Södermanland |        | 59.351170, 17.154634 | 10037401670001 | Ladda upp en bild av detta fornminne      |
| Toresund 168:1               | Röse                             |              | Toresund, Södermanland |        | 59.354485, 17.129264 | 10037401680001 | Ladda upp en bild av detta fornminne      |
| Toresund 171:1               | Gravfält                         |              | Toresund, Södermanland |        | 59.347142, 17.153005 | 10037401710001 | Ladda upp en bild av detta fornminne      |
| Toresund 173:1               | Fornborg                         |              | Toresund, Södermanland |        | 59.342848, 17.140432 | 10037401730001 | Ladda upp en bild av detta fornminne      |
| Toresund 174:1               | Fornborg                         |              | Toresund, Södermanland |        | 59.337091, 17.128465 | 10037401740001 | Ladda upp en bild av detta fornminne      |
| Toresund 175:1               | Röse                             |              | Toresund, Södermanland |        | 59.338841, 17.144546 | 10037401750001 | Ladda upp en bild av detta fornminne      |
| Toresund 175:2               | Röse                             |              | Toresund, Södermanland |        | 59.338897, 17.144313 | 10037401750002 | Ladda upp en bild av detta fornminne      |
| Toresund 176:1               | Stensättning                     |              | Toresund, Södermanland |        | 59.339455, 17.156344 | 10037401760001 | Ladda upp en bild av detta fornminne      |
| Toresund 179:1               | Gravfält                         |              | Toresund, Södermanland |        | 59.332176, 17.189363 | 10037401790001 | Ladda upp en bild av detta fornminne      |
| Toresund 180:1               | Röse                             |              | Toresund, Södermanland |        | 59.333549, 17.197143 | 10037401800001 | Ladda upp en bild av detta fornminne      |
| Toresund 180:2               | Stensättning                     |              | Toresund, Södermanland |        | 59.333695, 17.197276 | 10037401800002 | Ladda upp en bild av detta fornminne      |
| Toresund 181:1               | Stensättning                     |              | Toresund, Södermanland |        | 59.328834, 17.182288 | 10037401810001 | Ladda upp en bild av detta fornminne      |
| Toresund 183:1               | Stensättning                     |              | Toresund, Södermanland |        | 59.325779, 17.183150 | 10037401830001 | Ladda upp en bild av detta fornminne      |
| Toresund 183:2               | Stensättning                     |              | Toresund, Södermanland |        | 59.325689, 17.183419 | 10037401830002 | Ladda upp en bild av detta fornminne      |
| Toresund 184:1               | Gravfält                         |              | Toresund, Södermanland |        | 59.322258, 17.183066 | 10037401840001 | Ladda upp en bild av detta fornminne      |
| Toresund 185:1               | Hög                              |              | Toresund, Södermanland |        | 59.322275, 17.181970 | 10037401850001 | Ladda upp en bild av detta fornminne      |
| Toresund 186:1               | Stensättning                     |              | Toresund, Södermanland |        | 59.322576, 17.181585 | 10037401860001 | Ladda upp en bild av detta fornminne      |
| Toresund 188:1               | Gravfält                         |              | Toresund, Södermanland |        | 59.322422, 17.179435 | 10037401880001 | Ladda upp en bild av detta fornminne      |
| Toresund 190:1               | Grav markerad av sten/block      |              | Toresund, Södermanland |        | 59.320225, 17.183745 | 10037401900001 | Ladda upp en bild av detta fornminne      |
| Toresund 191:1               | Gravfält                         |              | Toresund, Södermanland |        | 59.320598, 17.184783 | 10037401910001 | Ladda upp en bild av detta fornminne      |
| Åby skans (Toresund 192:1)   | Fornborg                         |              | Toresund, Södermanland |        | 59.314299, 17.186771 | 10037401920001 | Ladda upp en bild av detta fornminne      |
| Toresund 193:1               | Gravfält                         |              | Toresund, Södermanland |        | 59.314426, 17.171951 | 10037401930001 | Ladda upp en bild av detta fornminne      |
| Toresund 195:1               | Gravfält                         |              | Toresund, Södermanland |        | 59.315251, 17.172269 | 10037401950001 | Ladda upp en bild av detta fornminne      |
| Toresund 196:1               | Gravfält                         |              | Toresund, Södermanland |        | 59.322402, 17.176497 | 10037401960001 | Ladda upp en bild av detta fornminne      |
| Toresund 197:1               | Stensättning                     |              | Toresund, Södermanland |        | 59.359540, 17.132963 | 10037401970001 | Ladda upp en bild av detta fornminne      |
| Toresund 197:2               | Stensättning                     |              | Toresund, Södermanland |        | 59.359623, 17.132762 | 10037401970002 | Ladda upp en bild av detta fornminne      |
| Toresund 199:1               | Stensättning                     |              | Toresund, Södermanland |        | 59.356713, 17.130015 | 10037401990001 | Ladda upp en bild av detta fornminne      |
| Toresund 200:1               | Stensättning                     |              | Toresund, Södermanland |        | 59.354985, 17.114134 | 10037402000001 | Ladda upp en bild av detta fornminne      |
| Toresund 200:2               | Stensättning                     |              | Toresund, Södermanland |        | 59.355181, 17.114036 | 10037402000002 | Ladda upp en bild av detta fornminne      |
| Toresund 203:1               | Stensättning                     |              | Toresund, Södermanland |        | 59.305273, 17.188418 | 10037402030001 | Ladda upp en bild av detta fornminne      |
| Toresund 204:1               | Stensättning                     |              | Toresund, Södermanland |        | 59.303431, 17.183050 | 10037402040001 | Ladda upp en bild av detta fornminne      |
| Toresund 206:1               | Stensättning                     |              | Toresund, Södermanland |        | 59.300562, 17.186197 | 10037402060001 | Ladda upp en bild av detta fornminne      |
| Toresund 207:1               | Stensättning                     |              | Toresund, Södermanland |        | 59.303357, 17.221182 | 10037402070001 | Ladda upp en bild av detta fornminne      |
| Toresund 207:2               | Stensättning                     |              | Toresund, Södermanland |        | 59.303414, 17.221086 | 10037402070002 | Ladda upp en bild av detta fornminne      |
| Toresund 210:1               | Slott/herresäte                  |              | Toresund, Södermanland |        | 59.306659, 17.250436 | 10037402100001 | Ladda upp en bild av detta fornminne      |
| Toresund 212:1               | Stensättning                     |              | Toresund, Södermanland |        | 59.305932, 17.188097 | 10037402120001 | Ladda upp en bild av detta fornminne      |
| Toresund 213:1               | Stensättning                     |              | Toresund, Södermanland |        | 59.304553, 17.188999 | 10037402130001 | Ladda upp en bild av detta fornminne      |
| Toresund 214:1               | Stensättning                     |              | Toresund, Södermanland |        | 59.308928, 17.188370 | 10037402140001 | Ladda upp en bild av detta fornminne      |
| Toresund 215:1               | Stensättning                     |              | Toresund, Södermanland |        | 59.308427, 17.184605 | 10037402150001 | Ladda upp en bild av detta fornminne      |
| Toresund 218:1               | Stensättning                     |              | Toresund, Södermanland |        | 59.306155, 17.163915 | 10037402180001 | Ladda upp en bild av detta fornminne      |
| Toresund 222:1               | Hög                              |              | Toresund, Södermanland |        | 59.312366, 17.215711 | 10037402220001 | Ladda upp en bild av detta fornminne      |
| Toresund 223:1               | Gravfält                         |              | Toresund, Södermanland |        | 59.312731, 17.216700 | 10037402230001 | Ladda upp en bild av detta fornminne      |
| Toresund 224:1               | Gravfält                         |              | Toresund, Södermanland |        | 59.313632, 17.214788 | 10037402240001 | Ladda upp en bild av detta fornminne      |
| Sö 187 (Toresund 226:1)      | Runristning                      |              | Toresund, Södermanland | Harby  | 59.315432, 17.215923 | 10037402260001 | Ladda upp en till bild av detta fornminne |
| Toresund 227:1               | Gravfält                         |              | Toresund, Södermanland |        | 59.330372, 17.227012 | 10037402270001 | Ladda upp en bild av detta fornminne      |
| Toresund 228:1               | Stensättning                     |              | Toresund, Södermanland |        | 59.329661, 17.227178 | 10037402280001 | Ladda upp en bild av detta fornminne      |
| Toresund 229:1               | Stensättning                     |              | Toresund, Södermanland |        | 59.329204, 17.227257 | 10037402290001 | Ladda upp en bild av detta fornminne      |
| Toresund 233:1               | Stensättning                     |              | Toresund, Södermanland |        | 59.328710, 17.234613 | 10037402330001 | Ladda upp en bild av detta fornminne      |
| Toresund 233:2               | Stensättning                     |              | Toresund, Södermanland |        | 59.328895, 17.234612 | 10037402330002 | Ladda upp en bild av detta fornminne      |
| Toresund 234:1               | Stensättning                     |              | Toresund, Södermanland |        | 59.309785, 17.161830 | 10037402340001 | Ladda upp en bild av detta fornminne      |
| Toresund 235:1               | Gravfält                         |              | Toresund, Södermanland |        | 59.314097, 17.212718 | 10037402350001 | Ladda upp en bild av detta fornminne      |
| Toresund 239:1               | Stensättning                     |              | Toresund, Södermanland |        | 59.336803, 17.230756 | 10037402390001 | Ladda upp en bild av detta fornminne      |
| Toresund 240:1               | Stensättning                     |              | Toresund, Södermanland |        | 59.336522, 17.233049 | 10037402400001 | Ladda upp en bild av detta fornminne      |
| Toresund 241:1               | Stensättning                     |              | Toresund, Södermanland |        | 59.344056, 17.122451 | 10037402410001 | Ladda upp en bild av detta fornminne      |
| Toresund 242:1               | Fornborg                         |              | Toresund, Södermanland |        | 59.286683, 17.335891 | 10037402420001 | Ladda upp en bild av detta fornminne      |
| Toresund 243:1               | Gravfält                         |              | Toresund, Södermanland |        | 59.330285, 17.324684 | 10037402430001 | Ladda upp en bild av detta fornminne      |
| Toresund 244:1               | Gravfält                         |              | Toresund, Södermanland |        | 59.333779, 17.263626 | 10037402440001 | Ladda upp en bild av detta fornminne      |
| Toresund 248:1               | Fornborg                         |              | Toresund, Södermanland |        | 59.332081, 17.153057 | 10037402480001 | Ladda upp en bild av detta fornminne      |
| Toresund 249:1               | Stensättning                     |              | Toresund, Södermanland |        | 59.330954, 17.325927 | 10037402490001 | Ladda upp en bild av detta fornminne      |
| Toresund 249:2               | Stensättning                     |              | Toresund, Södermanland |        | 59.331016, 17.325716 | 10037402490002 | Ladda upp en bild av detta fornminne      |
| Toresund 258:1               | Hällristning                     |              | Toresund, Södermanland |        | 59.313339, 17.172568 | 10037402580001 | Ladda upp en bild av detta fornminne      |
| Toresund 259:1               | Hällristning                     |              | Toresund, Södermanland |        | 59.313171, 17.172161 | 10037402590001 | Ladda upp en bild av detta fornminne      |
| Toresund 260:1               | Hällristning                     |              | Toresund, Södermanland |        | 59.326110, 17.181307 | 10037402600001 | Ladda upp en bild av detta fornminne      |
| Toresund 266:1               | Stensättning                     |              | Toresund, Södermanland |        | 59.348099, 17.242869 | 10037402660001 | Ladda upp en bild av detta fornminne      |
| Toresund 280:1               | Stensättning                     |              | Toresund, Södermanland |        | 59.325963, 17.330017 | 10037402800001 | Ladda upp en bild av detta fornminne      |
| Toresund 287:1               | Hög                              |              | Toresund, Södermanland |        | 59.345575, 17.223186 | 10037402870001 | Ladda upp en bild av detta fornminne      |
| Toresund 288:1               | Stensättning                     |              | Toresund, Södermanland |        | 59.297236, 17.220167 | 10037402880001 | Ladda upp en bild av detta fornminne      |
| Toresund 289:1               | Gravfält                         |              | Toresund, Södermanland |        | 59.325090, 17.220719 | 10037402890001 | Ladda upp en bild av detta fornminne      |
| Toresund 291:1               | Stensättning                     |              | Toresund, Södermanland |        | 59.365182, 17.186111 | 10037402910001 | Ladda upp en bild av detta fornminne      |
| Toresund 293:1               | Stensättning                     |              | Toresund, Södermanland |        | 59.364053, 17.188252 | 10037402930001 | Ladda upp en bild av detta fornminne      |
| Toresund 294:1               | Stensättning                     |              | Toresund, Södermanland |        | 59.365327, 17.190660 | 10037402940001 | Ladda upp en bild av detta fornminne      |
| Toresund 294:2               | Stensättning                     |              | Toresund, Södermanland |        | 59.365199, 17.190687 | 10037402940002 | Ladda upp en bild av detta fornminne      |
| Toresund 294:3               | Stensättning                     |              | Toresund, Södermanland |        | 59.365084, 17.190785 | 10037402940003 | Ladda upp en bild av detta fornminne      |
| Toresund 298:1               | Gravfält                         |              | Toresund, Södermanland |        | 59.363389, 17.192896 | 10037402980001 | Ladda upp en bild av detta fornminne      |
| Toresund 300:1               | Stensättning                     |              | Toresund, Södermanland |        | 59.361469, 17.199588 | 10037403000001 | Ladda upp en bild av detta fornminne      |
| Toresund 305                 | Röse                             |              | Toresund, Södermanland |        | 59.316948, 17.253196 | 12000000004387 | Ladda upp en bild av detta fornminne      |
| Toresund 310                 | Stensättning                     |              | Toresund, Södermanland |        | 59.329036, 17.232956 | 12000000004408 | Ladda upp en bild av detta fornminne      |
| Toresund 311                 | Stensättning                     |              | Toresund, Södermanland |        | 59.329090, 17.232821 | 12000000004410 | Ladda upp en bild av detta fornminne      |
| Toresund 312                 | Stensättning                     |              | Toresund, Södermanland |        | 59.363390, 17.180249 | 12000000004412 | Ladda upp en bild av detta fornminne      |
| Toresund 315                 | Stensättning                     |              | Toresund, Södermanland |        | 59.365494, 17.179369 | 12000000004441 | Ladda upp en bild av detta fornminne      |
| Toresund 318                 | Gravhägnad                       |              | Toresund, Södermanland |        | 59.362919, 17.177273 | 12000000004457 | Ladda upp en bild av detta fornminne      |
| Toresund 319                 | Stensättning                     |              | Toresund, Södermanland |        | 59.362861, 17.177266 | 12000000004459 | Ladda upp en bild av detta fornminne      |
| Toresund 320                 | Stensättning                     |              | Toresund, Södermanland |        | 59.329125, 17.233449 | 12000000004464 | Ladda upp en bild av detta fornminne      |
| Toresund 321                 | Stensättning                     |              | Toresund, Södermanland |        | 59.363295, 17.180381 | 12000000004465 | Ladda upp en bild av detta fornminne      |
| Toresund 322                 | Röse                             |              | Toresund, Södermanland |        | 59.328890, 17.235726 | 12000000004467 | Ladda upp en bild av detta fornminne      |
| Toresund 325                 | Stenkrets                        |              | Toresund, Södermanland |        | 59.339745, 17.211840 | 12000000007629 | Ladda upp en bild av detta fornminne      |
| Toresund 326                 | Stensättning                     |              | Toresund, Södermanland |        | 59.339584, 17.249078 | 12000000007630 | Ladda upp en bild av detta fornminne      |
| Toresund 327                 | Hällristning                     |              | Toresund, Södermanland |        | 59.340124, 17.213579 | 12000000007631 | Ladda upp en bild av detta fornminne      |
| Toresund 334                 | Stensättning                     |              | Toresund, Södermanland |        | 59.340057, 17.249262 | 12000000007643 | Ladda upp en bild av detta fornminne      |
| Toresund 335                 | Hällristning                     |              | Toresund, Södermanland |        | 59.338717, 17.212827 | 12000000007644 | Ladda upp en bild av detta fornminne      |
| Toresund 337                 | Stensättning                     |              | Toresund, Södermanland |        | 59.338095, 17.212577 | 12000000007647 | Ladda upp en bild av detta fornminne      |
| Toresund 338                 | Stensättning                     |              | Toresund, Södermanland |        | 59.368036, 17.165584 | 12000000007658 | Ladda upp en bild av detta fornminne      |
| Toresund 339                 | Röse                             |              | Toresund, Södermanland |        | 59.368176, 17.165456 | 12000000007659 | Ladda upp en bild av detta fornminne      |
| Toresund 341                 | Röse                             |              | Toresund, Södermanland |        | 59.357428, 17.131746 | 12000000007661 | Ladda upp en bild av detta fornminne      |
| Toresund 342                 | Stensättning                     |              | Toresund, Södermanland |        | 59.356906, 17.182011 | 12000000007662 | Ladda upp en bild av detta fornminne      |
| Toresund 344                 | Stensättning                     |              | Toresund, Södermanland |        | 59.357276, 17.132002 | 12000000007664 | Ladda upp en bild av detta fornminne      |
| Toresund 345                 | Stensättning                     |              | Toresund, Södermanland |        | 59.357190, 17.181687 | 12000000007665 | Ladda upp en bild av detta fornminne      |
| Toresund 346                 | Stensättning                     |              | Toresund, Södermanland |        | 59.366843, 17.169894 | 12000000007666 | Ladda upp en bild av detta fornminne      |
| Toresund 348                 | Stensättning                     |              | Toresund, Södermanland |        | 59.324437, 17.169463 | 12000000007689 | Ladda upp en bild av detta fornminne      |
| Toresund 349                 | Stensättning                     |              | Toresund, Södermanland |        | 59.324580, 17.169561 | 12000000007690 | Ladda upp en bild av detta fornminne      |
| Toresund 350                 | Hög                              |              | Toresund, Södermanland |        | 59.324561, 17.169612 | 12000000007691 | Ladda upp en bild av detta fornminne      |
| Toresund 351                 | Stensättning                     |              | Toresund, Södermanland |        | 59.324491, 17.170541 | 12000000007692 | Ladda upp en bild av detta fornminne      |
| Toresund 353                 | Stensättning                     |              | Toresund, Södermanland |        | 59.314865, 17.171291 | 12000000007694 | Ladda upp en bild av detta fornminne      |
| Toresund 355                 | Stensättning                     |              | Toresund, Södermanland |        | 59.323069, 17.175785 | 12000000007696 | Ladda upp en bild av detta fornminne      |
| Toresund 357                 | Stensättning                     |              | Toresund, Södermanland |        | 59.310428, 17.161176 | 12000000007698 | Ladda upp en bild av detta fornminne      |
| Toresund 361                 | Stensättning                     |              | Toresund, Södermanland |        | 59.299878, 17.216032 | 12000000007733 | Ladda upp en bild av detta fornminne      |
| Toresund 362                 | Stensättning                     |              | Toresund, Södermanland |        | 59.308178, 17.222842 | 12000000007734 | Ladda upp en bild av detta fornminne      |
| Toresund 363                 | Röse                             |              | Toresund, Södermanland |        | 59.308346, 17.209279 | 12000000007735 | Ladda upp en bild av detta fornminne      |
| Toresund 364                 | Stensättning                     |              | Toresund, Södermanland |        | 59.299849, 17.215989 | 12000000007736 | Ladda upp en bild av detta fornminne      |
| Toresund 365                 | Stensättning                     |              | Toresund, Södermanland |        | 59.307933, 17.222937 | 12000000007737 | Ladda upp en bild av detta fornminne      |
| Toresund 366                 | Röse                             |              | Toresund, Södermanland |        | 59.296998, 17.219147 | 12000000007738 | Ladda upp en bild av detta fornminne      |
| Toresund 367                 | Stensättning                     |              | Toresund, Södermanland |        | 59.308280, 17.222876 | 12000000007739 | Ladda upp en bild av detta fornminne      |
| Toresund 368                 | Stensättning                     |              | Toresund, Södermanland |        | 59.338026, 17.154881 | 12000000007755 | Ladda upp en bild av detta fornminne      |
| Toresund 370                 | Stensättning                     |              | Toresund, Södermanland |        | 59.338122, 17.154725 | 12000000007763 | Ladda upp en bild av detta fornminne      |
| Toresund 371                 | Stensättning                     |              | Toresund, Södermanland |        | 59.363770, 17.196373 | 12000000038768 | Ladda upp en bild av detta fornminne      |
| Toresund 373                 | Stensättning                     |              | Toresund, Södermanland |        | 59.338884, 17.250530 | 12000000050781 | Ladda upp en bild av detta fornminne      |
| Toresund 374                 | Stensättning                     |              | Toresund, Södermanland |        | 59.339121, 17.250405 | 12000000050782 | Ladda upp en bild av detta fornminne      |
| Toresund 376                 | Stensättning                     |              | Toresund, Södermanland |        | 59.357146, 17.246824 | 12000000050839 | Ladda upp en bild av detta fornminne      |
| Toresund 385                 | Husgrund, förhistorisk/medeltida |              | Toresund, Södermanland |        | 59.340485, 17.172140 | 12000000050888 | Ladda upp en bild av detta fornminne      |
| Toresund 387                 | Stensättning                     |              | Toresund, Södermanland |        | 59.340620, 17.173275 | 12000000050890 | Ladda upp en bild av detta fornminne      |
| Toresund 388                 | Stensättning                     |              | Toresund, Södermanland |        | 59.340634, 17.173662 | 12000000050891 | Ladda upp en bild av detta fornminne      |
| Toresund 389                 | Stensättning                     |              | Toresund, Södermanland |        | 59.341176, 17.175934 | 12000000050892 | Ladda upp en bild av detta fornminne      |
| Toresund 390                 | Stensättning                     |              | Toresund, Södermanland |        | 59.341028, 17.175561 | 12000000050893 | Ladda upp en bild av detta fornminne      |
| Toresund 391                 | Husgrund, förhistorisk/medeltida |              | Toresund, Södermanland |        | 59.340228, 17.172442 | 12000000050894 | Ladda upp en bild av detta fornminne      |
| Toresund 393                 | Stensättning                     |              | Toresund, Södermanland |        | 59.328755, 17.258636 | 12000000050935 | Ladda upp en bild av detta fornminne      |
| Toresund 397                 | Stensättning                     |              | Toresund, Södermanland |        | 59.329317, 17.257944 | 12000000050948 | Ladda upp en bild av detta fornminne      |
| Sö 188 (Toresund 398)        | Runristning                      |              | Toresund, Södermanland | Åkerby | 59.352713, 17.186186 | 12000000051910 | Ladda upp en till bild av detta fornminne |
| Toresund 399                 | Gravfält                         |              | Toresund, Södermanland |        | 59.357712, 17.188030 | 12000000065501 | Ladda upp en bild av detta fornminne      |
| Strängnäs 229:1              | Stensättning                     |              | Toresund, Södermanland |        | 59.339368, 17.120087 | 10037002290001 | Ladda upp en bild av detta fornminne      |